# 長谷川氏
長谷川氏（日语：はせがわ），日本的一個氏族，在日本姓氏列表/1-100，排在第34位。

## 起源
長谷川氏有多個起源：

## 歷史名人
- 長谷川等伯（1539年（天文8年）－1610年3月19日（慶長15年陰曆2月24日）），是日本安土桃山時代至江戶時代初期的畫家。
- 長谷川謹介（1855年-1921年），日本山口縣厚狹郡人，1874年進入鐵道寮擔任英語通譯。1877年入鐵道工技生養成所修業，後擔任日本鐵道局派駐台灣的總工程師，被譽為「台灣鐵道之父」。日治時期的台北車站前，立有一座紀念長谷川氏的銅像。
- 長谷川清（1883年5月7日－1970年9月2日），福井縣福井市出身，台灣日治時期第18任總督。大日本帝國海軍軍人。最終階級正三位、勳一等、功一級，海軍大將。
- 長谷川町子（1920年1月30日－1992年5月27日）是日本最初的女性專業漫畫家。

## 現代名人
- 長谷川逸子（1941年－），生於靜岡縣燒津市，日本建築師，菊竹清訓事務所出身。
- 長谷川裕一（1961年4月25日－），千葉縣佐原市（現・香取市）出身，日本漫畫家、特攝評論家。
- 長谷川滋利（1968年8月1日－）是一位日本棒球選手，出生在兵庫縣加古川市，1991年首次以日本職棒歐力士藍浪的身分出賽，後來在1997年前往美國職棒大聯盟
- 長谷川博己（1977年3月7日－），東京都出身，日本男演員。
- 長谷川京子（1978年7月22日－），婚後名為新藤京子，生於千葉縣，日本模特兒、女演員。
- 長谷川明子，新潟縣出身，日本女性聲優。
- 長谷川純（日语：長谷川純）（1985年10月29日 - ），東京都出身，日本男俳優。
- 長谷川靜香（1988年9月16日－）東京都出身，日本女聲優。所屬事務所為Space Craft Entertainment。
- 長谷川勇也
- 長谷川育美（日語：長谷川 育美／はせがわ いくみ Hasegawa Ikumi，5月31日—）是日本的女性聲優，栃木縣出身。Raccoon Dog所屬。